# Ž (латиниця)
Ž, ž — літера розширеної латинської абетки, утворена буквою Z з додаванням гачека, що зазвичай позначає дзвінкий заясенний фрикативний [ʒ], який відповідає українській кириличній літері ж. 
Це 42-я літера чеської, 46-та літера словацької, 25-та літера словенської абетки, 30-та літера хорватської, боснійської та те ж саме в латинських версіях сербської, чорногорської та македонської (як відповідник або транслітерація кириличної Ж). Це 27-а літера лужицької абетки, і вона з'являється в білоруській латинській абетці.
Це 27-а літера лужицької абетки, і вона з'являється в ХХ столітті в білоруській латинській абетці (замість Ż) та в історичному проєкті української латинки Їречека для позначення дзвінкого заясенного фрикативного [ʒ], тобто відповідає кириличній літері Ж (в «Абецадлі» Йосипа Лозинського використовується Ż).

## Історія
Близько 1406 року «Ž» увійшла до чеської абетки за посередництва Яна Гуса («Чеська орфографія»). 1830 року Людевит Гай («Коротка основа хорвато-слов'янського правопису») на базі латиниці для хорватської мови створив нову абетку («гаєвиця»), в якій, зокрема була й літера «Ž». Пізніше хорватська гаєвиця разом з літерою «Ž» була запозичена іншими народами — Боснії та Герцеговини, Сербії, Словенії, Чорногорії. Літера «Ž» присутня також в абетці словацької мови.
1901 року Йонас Яблонскіс опублікував у «Граматиці литовської мови» оновлену литовську абетку, в який також було додано літеру «Ž».
У 1920-і роки було модифіковано білоруську «латинку». Зокрема замість запозиченої з польської «Ż» для шиплячої [Ж] було запроваджено літеру «Ž».
У другій половині XX століття літера «Ž» з'являється також у латиській абетці.
В естонській та фінській мовах літера «Ž» використовується в словах іноземного походження, зокрема для передачі звуку [ж] в словах, запозичених з мов, що використовують не латинську графіку (зокрема, кирилицю). Наприклад, назва українського міста Житомир передається як Žõtomõr.
З 1989 по 2007 року літера «Ž» була представлена в абетці ліввікського діалекту карельської мови. Нова єдина абетка, запроваджена з 2007 року, для всіх діалектів карельської мови також містить літеру «Ž».
2007 року було також затверджено нову абетку вепської мови, що містить літеру «Ž».
У 1990-і роки в туркменській мові було запроваджено нову абетку на базі латиниці з літерою «Ž».

## Транслітерації
Літера також використовується для передачі латинською абеткою кириличної ж у системах наукової транслітерації та ISO 9, тобто вживається в латинізаціях української, білоруської, македонської, болгарської, сербської та башкирської мов.

## Кодування
| Графема | HTML   | Юнікод | TeX       |
| ------- | ------ | ------ | --------- |
| Ž       | &#381; | U+017D | \\check Z |
| ž       | &#382; | U+017E | \\check z |